# Râul Șușara
Râul Șușara este un curs de apă, afluent al râului Nera. 
În localitatea Sasca Montană râul Șușara cade în cascadă fiind un loc frecvent vizitat de către turiști. Drumul spre această cascadă durează 2 ore la dus și o oră la întors. 